# Area Codes
Singles de Ludacris
Souther Hospitally
(2000) Rollout (My Business)
(2001)
Area Codes est une chanson du rappeur et acteur Ludacris sortie en 2001. Elle figure dans la bande originale du film Rush Hour 2 avec Jackie Chan et Chris Tucker mais également sur son second album studio Word of Mouf sorti quelques semaines plus tard. C'est un titre produit par Jazze Pha et en collaboration avec Nate Dogg. Le titre grimpe à la 24e place dans le Billboard Hot 100. Même si c'est le titre qui l'a fait connaitre au niveau international et notamment en France, ça reste un succès plutôt modéré pour Ludacris.